# Индыково
Индыково — бывшая деревня (селение) Бабиничской волости Витебского уезда Витебской губернии, расположенная на реке Витьбе, ныне вошедшая в состав Витебска.
Деревня создана после проведения Столыпинской реформы 1906 года, направленной на передачу надельных земель в собственность крестьян, постепенное упразднение сельской общины как коллективного собственника земель и широкое кредитование крестьян (по американскому или датскому типу).
По сведениям 1906 года, в деревне было 5 дворов и 59 жителей (32 мужчины и 27 женщин).
Расселена в 1936 году на основании решения ЦК КПБ(б)Б от 10.02.30 о включении Белоруссии в число регионов сплошной коллективизации крестьянских хозяйств. Дома переносились на новые места (ныне район улиц Стадионных, Свечкиных).
В настоящее время на бывшей территории селения находятся ул. 7-я Луговая, 1-й, 2-й Луговой переулок, ул. Витьба города Витебска.
В селении в ноябре 1936 г. родился Михайлов Анатолий Николаевич, академик Белорусской Академии наук. На месте найденного фундамента установлен памятный знак. Недалеко от селения пролегает Иловский овраг, где в годы Великой Отечественной войны немецкие оккупанты расстреливали евреев. Сохранилось старинное кладбище с захоронениями конца XIX — начала XX веков.